# Senecio gossweileri
Senecio gossweileri là một loài thực vật có hoa trong họ Cúc. Loài này được Torre miêu tả khoa học đầu tiên năm 1974.